# Стелла (город)
Стелла (итал. Stella) — коммуна в Италии, располагается в регионе Лигурия, в провинции Савона.
Население составляет 3085 человек (2008 г.), плотность населения составляет 71 чел./км². Занимает площадь 43 км². Почтовый индекс — 17044. Телефонный код — 019.
Покровителем коммуны почитается святой Иоанн Креститель, празднование 24 июня.

## Демография
Динамика населения:

## Администрация коммуны
- Официальный сайт: http://www.comune.stella.sv.it/